# Dictyna ubsunurica
Dictyna ubsunurica är en spindelart som beskrevs av Yuri M. Marusik och Koponen 1998. Dictyna ubsunurica ingår i släktet Dictyna och familjen kardarspindlar. Inga underarter finns listade i Catalogue of Life.